# Lucile Saint-Simon
Lucile Saint-Simon (* 19. Oktober 1932 in Corbeil-Essonnes) ist eine französische Schauspielerin. Ihre von 1953 bis 1965 andauernde Karriere umfasst insgesamt 13 Filmauftritte.

## Leben
Lucile Saint-Simon nahm Schauspielunterricht bei René Simon und Charles Dullin. In den 1950er Jahren trat sie als Mitglied einer Schauspielgruppe in Martinique und Guadeloupe auf. 1953 folgte die erste Filmrolle im Kriminaldrama Im Schlafsaal der großen Mädchen. Nach einem kleinen Auftritt in Mannequins de Paris 1956 und einer anschließenden Pause von vier Jahren erhielt Saint-Simon 1960 ihre erste größere Rolle als Rita in Claude Chabrols Die Unbefriedigten an der Seite von Bernadette Lafont, Clotilde Joano und Stéphane Audran.
Fortan war Saint-Simon auch in Hauptrollen zu sehen, darunter ebenfalls 1960 in Zärtliche, wilde Elisabeth. Zudem spielte sie in diesem Jahr die Rolle der Louise im britisch-französischen Horrorfilm Die unheimlichen Hände des Dr. Orlak neben Mel Ferrer und Christopher Lee. 1962 war Saint-Simon die Filmpartnerin ihres Ehemannes Georges Rivière in Die letzte Viertelstunde. Eine ihrer letzten Rollen verkörperte sie 1963 als Hilde im in Deutschland spielenden Horrorfilm Das Schloß des Grauens, erneut an der Seite von Georges Rivière und Christopher Lee. Im Abspann wurde ihr Name hierbei als Lucile St. Simon geschrieben. 1965 beendete Saint-Simon ihre Schauspielkarriere.
Lucile Saint-Simon war zweimal verheiratet. Ihre erste Ehe mit dem Schweizer Schauspieler Jacques Verlier wurde geschieden. Die zweite Ehe mit dem französischen Schauspieler Georges Rivière hielt bis zu dessen Tod im Jahr 2011 an. Mit Verlier hat Saint-Simon eine gemeinsame Tochter. Die US-amerikanische Zeitschrift LA Weekly bezeichnete sie in einem Artikel im Januar 2011 als vergessene Schauspielerin.

## Filmografie
- 1953: Im Schlafsaal der großen Mädchen (Dortoir des grandes)
- 1956: Mannequins de Paris
- 1960: Die Unbefriedigten (Les bonnes femmes)
- 1960: Zärtliche, wilde Elisabeth (Tendre et violente Elisabeth)
- 1960: Eine süße Katastrophe (Ravissante)
- 1960: Die unheimlichen Hände des Dr. Orlak (The Hands of Orlac)
- 1961: Arrêtez les tambours
- 1961: No dispares contra mí
- 1962: Die letzte Viertelstunde (Le dernier quart d’heure)
- 1962: Le roi des montagnes
- 1963: Das Schloß des Grauens (La vergine di Norimberga)
- 1963: Le commissaire mène l'enquête
- 1965: La donnaccia